# Propositura di San Lorenzo (Castagneto Carducci)
La propositura di San Lorenzo è un edificio sacro che si trova a Castagneto Carducci, in via dell'Indipendenza.

## Storia
Le sue origini risalgono a prima del 1212, anno in cui viene documentata come pieve. Nel 1926 venne radicalmente trasformata per volere del conte Walfredo Della Gherardesca. La facciata è del tipo a capanna e il portale d'ingresso è anticipato da un arco scavato nella cinta muraria che presenta sulla chiave di volta lo stemma Della Gherardesca. Le mura sono parzialmente affrescate e il soffitto è a capriate lignee.
Gli affreschi novecenteschi, per lo più opera di Alberto Zardo, seguono un programma iconografico volto a celebrare le glorie della famiglia Della Gherardesca. È affiancata da una torre campanaria, in stile neomedioevale, fatta costruire tra il 1929 e il 1931 dal conte Walfredo con le pietre provenienti dalle rovine del castello di Donoratico.

## Altre immagini

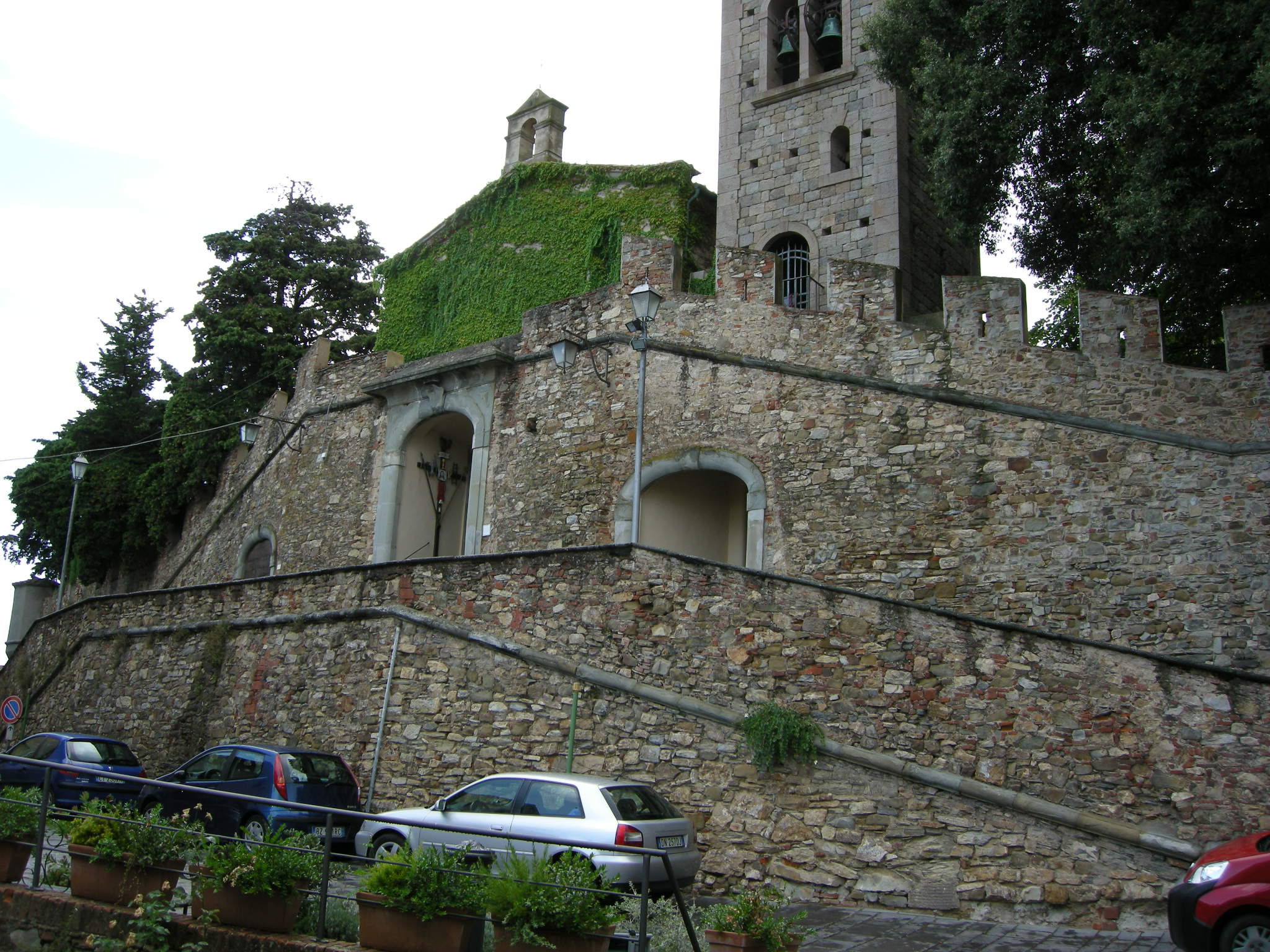
Le rampe
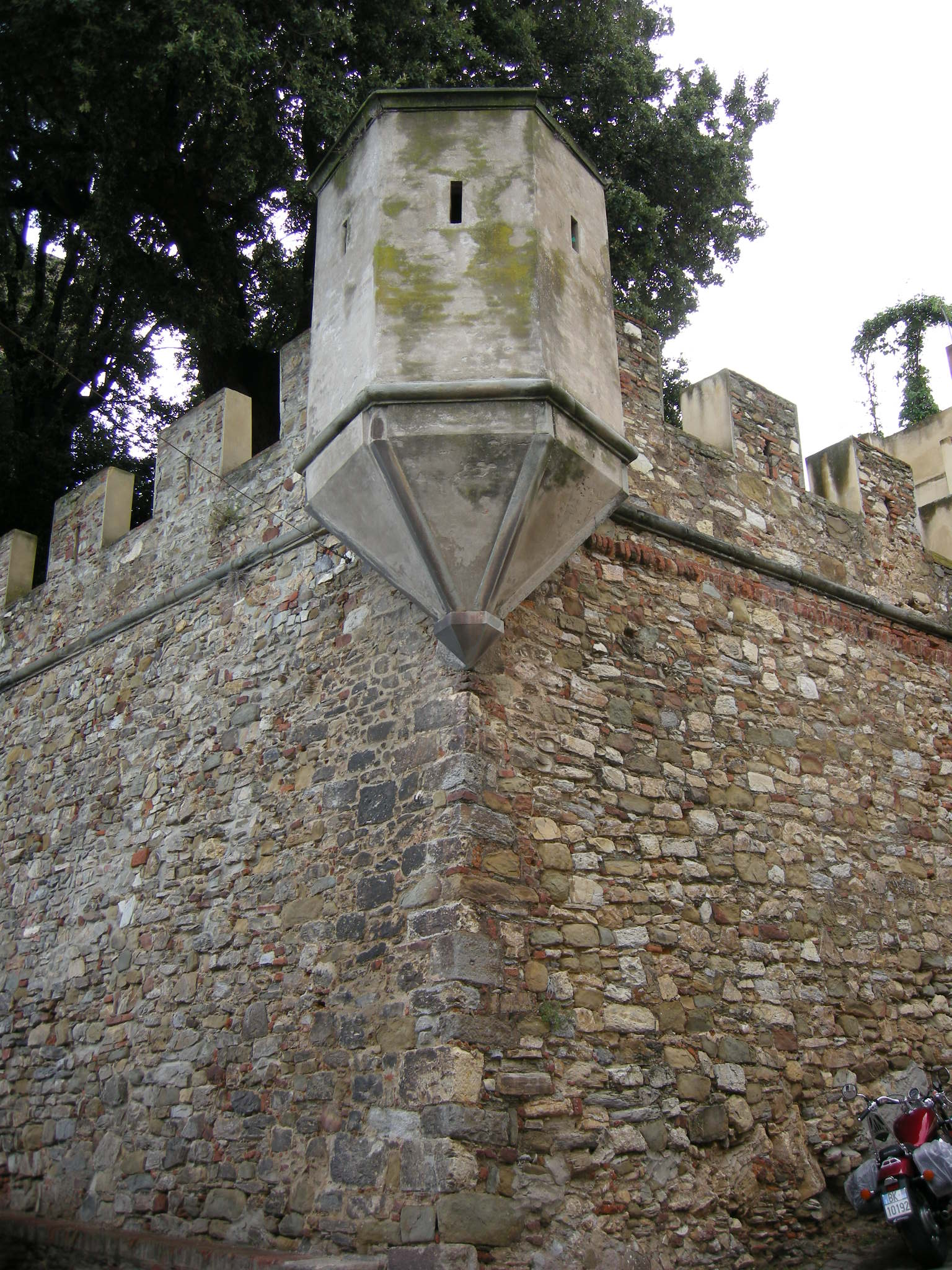
Gabbiotto
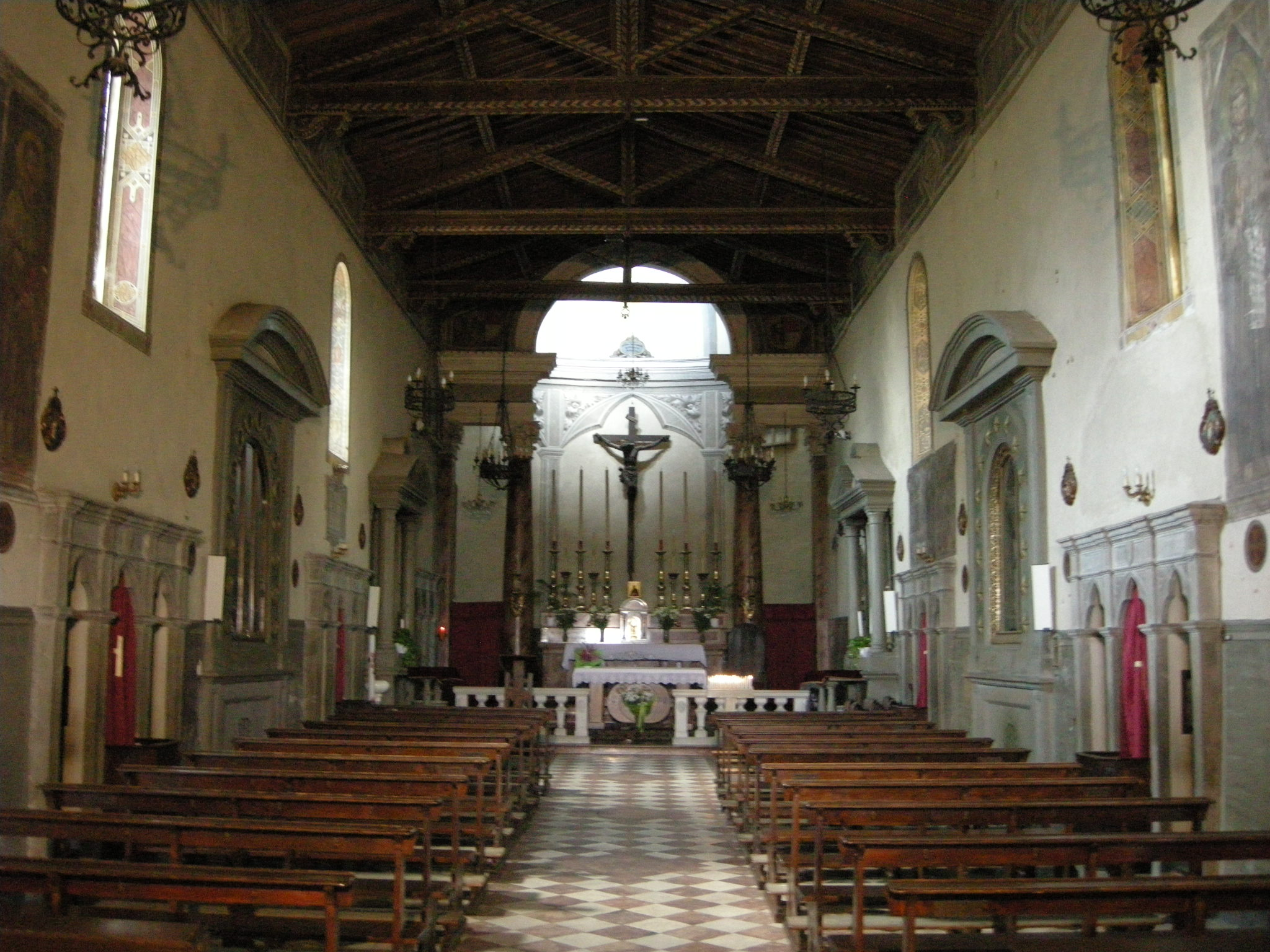
Interno
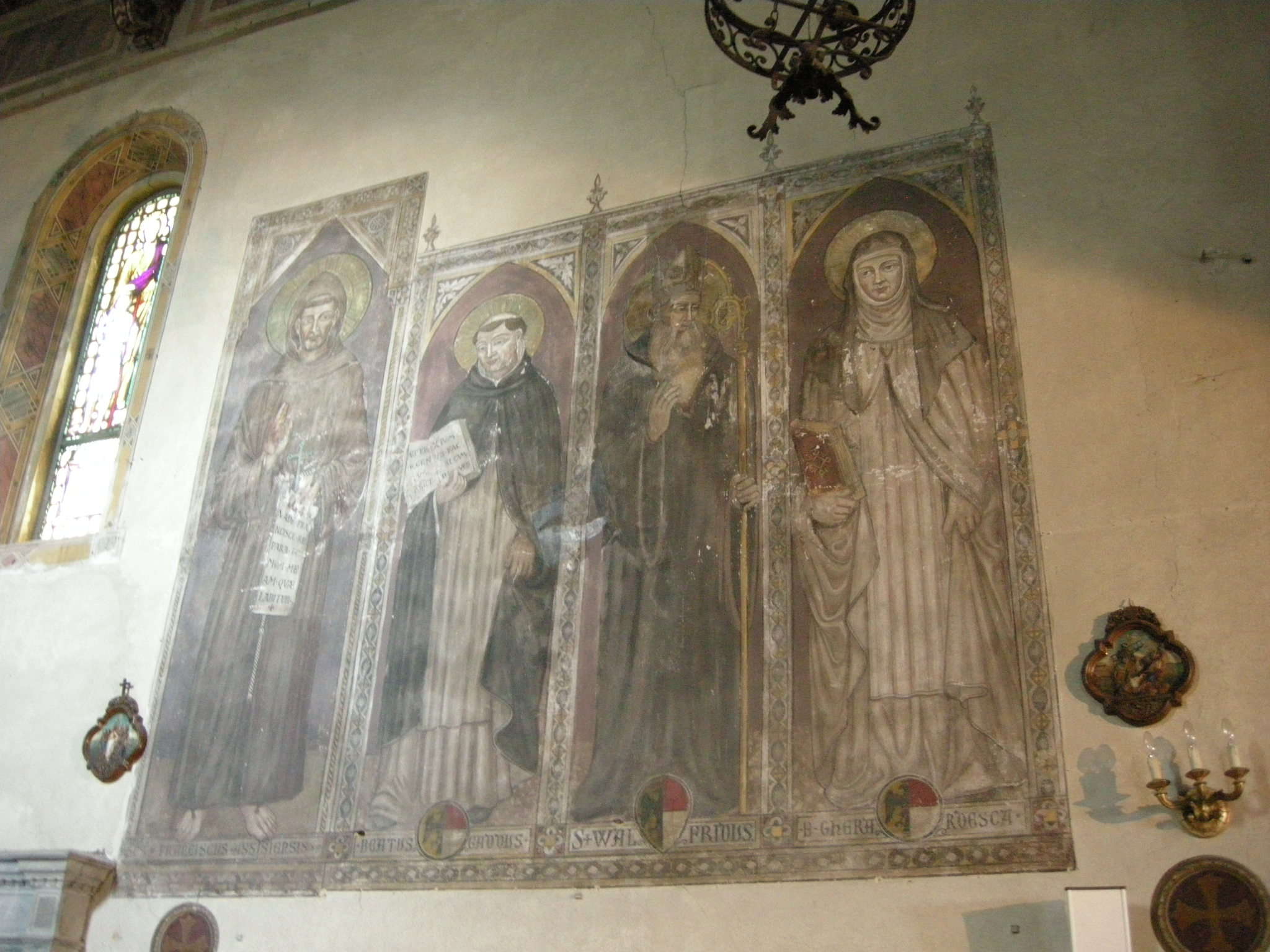
Affreschi